# René Hermans (atleet)
René Hermans (2 februari 1965) is een Belgische voormalige atleet, die gespecialiseerd was in de sprint. Hij werd tweemaal Belgisch kampioen.

## Biografie
Hermans werd in 1985 Belgisch kampioen op de 400 m. In 1989 volgde een indoortitel. Hij was aangesloten bij AC Geel en Sorghvliet.

## Belgische kampioenschappen
Outdoor
| Onderdeel | Jaar |
| --------- | ---- |
| 400 m     | 1985 |

Indoor
| Onderdeel | Jaar |
| --------- | ---- |
| 400 m     | 1989 |

## Persoonlijke records
| Onderdeel | Prestatie | Datum            | Plaats  |
| --------- | --------- | ---------------- | ------- |
| 200 m     | 21,12 s   | 1985             |         |
| 400 m     | 46,38s    | 14 augustus 1985 | Hechtel |

## Palmares
400 m
- 1985:  BK AC - 46,77 s
- 1989:  BK indoor AC - 48,37 s
- 1990:  BK AC - 47,30 s
- 1991:  BK AC - 47,22 s